# نموش
نموش مسلسل رسوم متحركة فرنسية أنتج عام 2003. يتكون من 26 حلقة وتمت دبلجة المسلسل للغة العربية وعرض على قناة الجزيرة للأطفال.

## روابط خارجية
- نموش على موقع IMDb (الإنجليزية)
- نموش على موقع كينوبويسك (الروسية)
- نموش على موقع ألو سيني (الفرنسية)
- نموش على موقع قاعدة بيانات الفيلم (الإنجليزية)